# 北美短叶松
北美短叶松（学名：Pinus banksiana），又名班克松、短叶松、杰克松（Jack pine），是松科松属的植物。原产北美，现在中国大陆的青岛、庐山、抚顺、熊岳、南京、北京等地已由人工引种栽培。